# Маяк Линд-Пойнт
Маяк Линд-Пойнт (англ. Lynde Point Light), также известный как  Внутренний маяк Сейбрука (англ. Saybrook Inner Lighthouse) — маяк, расположенный на западном берегу реки Коннектикут, на входе в гавань города Олд-Сейбрук,  округ Мидлсекс, штат Коннектикут, США. Построен в 1803 году. Автоматизирован в 1975 году. 

## История
В начале XIX века движение торговых судов через город Олд-Сейбрук по реке Коннектикут было достаточно интенсивным, и в 1802 году Конгресс США выделил 2 200$ на строительство маяка. Строительство было поручено архитектору Абише Вудворду, который также построил маяк Нью-Лондон-Харбор в 1801 году, маяк острова Фолкнер в 1802 году, маяк Файв-Майл-Пойнт в 1805 году и маяк Блек-Рок-Харбор в 1808 году. Через год маяк был построен. Он представлял собой восьмиугольную деревянную башню высотой 11 метров и деревянный дом смотрителя. Для освещения использовались масляные лампы. Фундамент постройки был под угрозой размытия, и для его защиты в 1829 году была построена дамба. Моряки критиковали маяк за недостаточную высоту. 7 июля 1838 года Конгресс выделил 7 500$ долларов на строительство нового маяка. Строительство поручили группе строителей из города Мадисон, их проект был аналогичен маяку острова Фолкнер, маяку Файв-Майл-Пойнт и маяку Нью-Лондон-Харбор. Маяк был построен в 1838 году. Он представлял собой восьмиугольную башню из коричневого камня высотой 20 метров. В 1852 году на маяк была установлена линза Френеля. В 1854 году была дополнительно построена противотуманная колокольня. В 1858 году был построен новый деревянный дом смотрителя. В 1886 году был построен маяк Сейбрук-Брейкуотер, и с этого времени маяк Линд-Пойнт  стал известен также как «Внутренний маяк Сейбрука», а построенный в 1886 году — «Внешний маяк Сейбрука». Маяк был автоматизирован Береговой охраной США в 1978 году.
В 1990 году он был включен в Национальный реестр исторических мест.

## Фотографии
- Открытка, выпущенная между 1930 и 1945 годом
- Открытка 1905 года